# Guadalupe Victoria, Siltepec
Guadalupe Victoria är en ort i Mexiko.   Den ligger i kommunen Siltepec och delstaten Chiapas, i den sydöstra delen av landet, 800 km sydost om huvudstaden Mexico City. Guadalupe Victoria ligger 1 564 meter över havet och antalet invånare är 343.
Terrängen runt Guadalupe Victoria är bergig österut, men västerut är den kuperad. Runt Guadalupe Victoria är det ganska tätbefolkat, med 78 invånare per kvadratkilometer. Närmaste större samhälle är El Porvenir de Velasco Suárez, 16,1 km söder om Guadalupe Victoria. Omgivningarna runt Guadalupe Victoria är en mosaik av jordbruksmark och naturlig växtlighet.